# Costa Deliziosa (schip, 2010)
De Costa Deliziosa is een cruiseschip van Costa Crociere. Het schip werd in 2007 besteld als onderdeel van een vijfdelige uitbreiding van de Costa Crociere vloot. De Costa Deliziosa werd door Fincantieri gebouwd, gelanceerd in maart 2009, en overhandigd aan Costa Cruises in januari 2010.

## Ontwerp en constructie
De Costa Deliziosa werd in 2007 besteld aan het Italiaanse scheepsbedrijf Fincantieri. De kiel werd gelegd bij de scheepswerf in Ancona. In juli 2008, nadat de kiel en de eerste sectie voltooid waren, werd de Deliziosa naar de werf in Marghera gesleept voor verdere werkzaamheden. Het schip werd te water gelaten op 12 maart 2009. Het schip werd overgedragen aan Costa Cruises op 31 januari 2010 in de Venetië Passengers Terminal. Costa Deliziosa is het derde schip, dat door Fincantieri gemaakt werd voor Costa Cruises, in een periode van negen maanden, en is tevens een van de vijf nieuwe schepen in dienst bij het bedrijf in 2012. Hierdoor bereikte Costa Cruises ook een groei van 50% bij de passagiers. Ongeveer 3.000 mensen werkten aan de bouw van de Costa Deliziosa die meer dan € 450 miljoen kostte.

## Doopsel
De Costa Deliziosa werd op 23 februari gedoopt in de haven Rashid in de Verenigde Arabische Emiraten. Zij werd het eerste cruiseschip ter wereld, dat gedoopt werd in een Arabische stad. Met respect voor het islamitische geloof werd het schip gedoopt met een speciale fles sap, in plaats van de traditionele champagne.